# Fuchi Patera
La Fuchi Patera è una struttura geologica della superficie di Io.